# Coupe des clubs champions européens 1971-1972
Navigation
Édition précédente Édition suivante
La Coupe des clubs champions européens 1971-1972 a vu la victoire de l'Ajax Amsterdam.
De cette manière l'Ajax conserve son titre acquis en 1971.
La compétition s'est terminée le 31 mai 1972 par la finale au Feyenoord Stadion à Rotterdam.

## Tour préliminaire
| Équipe 1   | Résultat | Équipe 2      | Aller | Retour |
| ---------- | -------- | ------------- | ----- | ------ |
| Valence CF | 4 - 1    | US Luxembourg | 3 - 1 | 1 - 0  |

## Seizièmes de finale
| Équipe 1               | Résultat | Équipe 2                          | Aller | Retour |
| ---------------------- | -------- | --------------------------------- | ----- | ------ |
| Galatasaray SK         | 1 - 4    | CSKA Moscou                       | 1 - 1 | 0 - 3  |
| RSC Liègeois           | 5 - 2    | Linfield FC                       | 2 - 0 | 3 - 2  |
| BK 1903                | 2 - 4    | Celtic FC                         | 2 - 1 | 0 - 3  |
| SC Feijenoord          | 17 - 0   | Olympiakos Nicosie FC             | 8 - 0 | 9 - 0  |
| FC Inter Milan         | 6 - 4    | AE Constantinople                 | 4 - 1 | 2 - 3  |
| Újpest DSC             | 4 - 1    | Malmö FF                          | 4 - 0 | 0 - 1  |
| Valence CF             | 1 - 1E   | HNK Hajduk Split                  | 0 - 0 | 1 - 1  |
| Cork Hibernians FC     | 1 - 7    | Borussia VfL 1900 Mönchengladbach | 0 - 5 | 1 - 2  |
| SSW Innsbruck          | 1 - 7    | SL Benfica                        | 0 - 4 | 1 - 3  |
| AFC Ajax               | 2 - 0    | SG Dynamo Dresde                  | 2 - 0 | 0 - 0  |
| Strømsgodset TF        | 1 - 7    | Arsenal FC                        | 1 - 3 | 0 - 4  |
| CS Dinamo Bucarest     | 2 - 2E   | TJ Spartak TAZ Trnava             | 0 - 0 | 2 - 2  |
| Olympique de Marseille | 3 - 2    | KS Górnik Zabrze                  | 2 - 1 | 1 - 1  |
| CSKA SZ Sofia          | 4 - 0    | FK Partizani Tirana               | 3 - 0 | 1 - 0  |
| Lahti Reipas           | 1 - 9    | Grasshopper Club Zurich           | 1 - 1 | 0 - 8  |
| ÍA Akranes             | 0 - 4    | Sliema Wanderers FC               | 0 - 4 | 0 - 0  |

## Huitièmes de finale
Lors du tirage au sort, le Borussia Mönchengladbach fut désigné pour accueillir à domicile le premier match. Les Allemands l'emportèrent très largement 7-1. Cependant l'attaquant de l'Inter Milan, Roberto Boninsegna, fut touché par une canette de bière et l'UEFA ordonna de rejouer le match (aller) à Berlin après le match à Milan (4-2), mais cette fois les allemands furent tenus en échec (0-0) et éliminés.
| Équipe 1                | Résultat | Équipe 2                          | Aller | Retour |
| ----------------------- | -------- | --------------------------------- | ----- | ------ |
| CSKA Moscou             | 1 - 2    | RSC Liègeois                      | 1 - 0 | 0 - 2  |
| CS Dinamo Bucarest      | 0 - 5    | SC Feijenoord                     | 0 - 3 | 0 - 2  |
| Valence CF              | 1 - 3    | Újpest DSC                        | 0 - 1 | 1 - 2  |
| FC Inter Milan          | 4 - 2    | Borussia VfL 1900 Mönchengladbach | 4 - 2 | 0 - 0  |
| SL Benfica              | 2 - 1    | CSKA SZ Sofia                     | 2 - 1 | 0 - 0  |
| Grasshopper Club Zurich | 0 - 5    | Arsenal FC                        | 0 - 2 | 0 - 3  |
| Olympique de Marseille  | 2 - 6    | AFC Ajax                          | 1 - 2 | 1 - 4  |
| Celtic FC               | 7 - 1    | Sliema Wanderers FC               | 5 - 0 | 2 - 1  |

## Quarts de finale
| Équipe 1       | Résultat | Équipe 2     | Aller | Retour |
| -------------- | -------- | ------------ | ----- | ------ |
| AFC Ajax       | 3 - 1    | Arsenal FC   | 2 - 1 | 1 - 0  |
| SC Feijenoord  | 2 - 5    | SL Benfica   | 1 - 0 | 1 - 5  |
| Újpest DSC     | 2 - 3    | Celtic FC    | 1 - 2 | 1 - 1  |
| FC Inter Milan | 2 - 2E   | RSC Liègeois | 1 - 0 | 1 - 2  |

## Demi-finales
| Équipe 1       | Résultat | Équipe 2   | Aller | Retour               |
| -------------- | -------- | ---------- | ----- | -------------------- |
| AFC Ajax       | 1 - 0    | SL Benfica | 1 - 0 | 0 - 0                |
| FC Inter Milan | 0 - 0    | Celtic FC  | 0 - 0 | 0 - 0 ap (5 - 4 tab) |

## Finale
| Finale                       | AFC Ajax        | 2 – 0   | FC Inter Milan         |                                                                            |                                                                            |
| Mercredi 31 mai 1972 20 h 30 | Cruijff 47e 76e | (0 - 0) |                        | Stade Feijenoord, Rotterdam Spectateurs : 61 354 Arbitrage : Robert Héliès | Stade Feijenoord, Rotterdam Spectateurs : 61 354 Arbitrage : Robert Héliès |
| Mercredi 31 mai 1972 20 h 30 |                 | Rapport | Roberto Boninsegna 79e | Stade Feijenoord, Rotterdam Spectateurs : 61 354 Arbitrage : Robert Héliès | Stade Feijenoord, Rotterdam Spectateurs : 61 354 Arbitrage : Robert Héliès |